# Dysallacta ocellifera
Dysallacta ocellifera là một loài bướm đêm trong họ Crambidae.